# Lista przewodniczących parlamentu Słowacji

## Chronologiczna lista przewodniczących Rady Narodowej

### Słowacka Rada Narodowa (1848-1849)
| # | Imię i Nazwisko       | Portret | Kadencja      | Kadencja      |
| # | Imię i Nazwisko       | Portret | Od            | Do            |
| - | --------------------- | ------- | ------------- | ------------- |
| 1 | Jozef Miloslav Hurban |         | wrzesień 1848 | wrzesień 1849 |

### Słowacka Rada Narodowa (1918-1919)
| # | Imię i Nazwisko | Portret | Kadencja             | Kadencja         | Partia polityczna | Partia polityczna |
| # | Imię i Nazwisko | Portret | Od                   | Do               | Partia polityczna | Partia polityczna |
| - | --------------- | ------- | -------------------- | ---------------- | ----------------- | ----------------- |
| 1 | Matúš Dula      |         | 30 października 1918 | 23 stycznia 1919 |                   | SNS               |

### Rewolucyjny Komitet Wykonawczy Słowackiej Republiki Radzieckiej (1919; w buncie we wschodniej Słowacji)
| # | Imię i Nazwisko | Portret | Kadencja       | Kadencja        |
| # | Imię i Nazwisko | Portret | Od             | Do              |
| - | --------------- | ------- | -------------- | --------------- |
| 1 | wakat           |         | 6 czerwca 1919 | 20 czerwca 1919 |

### Rada Regionalna Ziemi Słowackiej (1928-1938, w składzie Czechosłowacji)
| # | Imię i Nazwisko | Portret | Kadencja             | Kadencja             | Partia polityczna | Partia polityczna |
| # | Imię i Nazwisko | Portret | Od                   | Do                   | Partia polityczna | Partia polityczna |
| - | --------------- | ------- | -------------------- | -------------------- | ----------------- | ----------------- |
| 1 | Ján Drobný      |         | 28 czerwca 1928      | 1 stycznia 1931      |                   | HSĽS              |
| 2 | Jozef Országh   |         | 1 stycznia 1931      | 11 października 1938 |                   | RSZML             |
| 3 | Julián Šimko    |         | 11 października 1938 | 18 stycznia 1939     |                   | HSĽS              |

### Zgromadzenie Ziemi Słowackiej (1939, w składzie Czechosłowacji)
| # | Imię i Nazwisko | Portret | Kadencja         | Kadencja      | Partia polityczna | Partia polityczna |
| # | Imię i Nazwisko | Portret | Od               | Do            | Partia polityczna | Partia polityczna |
| - | --------------- | ------- | ---------------- | ------------- | ----------------- | ----------------- |
| 1 | Martin Sokol    |         | 18 stycznia 1939 | 14 marca 1939 |                   | HSĽS              |

### Zgromadzenie Słowackie (1939-1945)
| # | Imię i Nazwisko | Portret | Kadencja      | Kadencja      | Partia polityczna | Partia polityczna |
| # | Imię i Nazwisko | Portret | Od            | Do            | Partia polityczna | Partia polityczna |
| - | --------------- | ------- | ------------- | ------------- | ----------------- | ----------------- |
| 1 | Martin Sokol    |         | 14 marca 1939 | kwiecień 1945 |                   | HSĽS-SSNJ         |

### Przewodniczący Prezydium Słowackiej Rady Narodowej (1944 – 1945, podczasSłowackiego Powstania Narodowego)
| 1 | Prezydium Słowackiej Rady Narodowej |  | 1 września 1944 | 5 września 1944          |
| 2 | Karol Šmidke                        |  | 5 września 1944 | 23 października 1944 (?) |
| 2 | Vavro Šrobár                        |  | 5 września 1944 | 23 października 1944 (?) |
| 3 | Prezydium Słowackiej Rady Narodowej |  | ?               | 11 kwietnia 1945         |

### Słowacka Rada Narodowa (od 1 października 1992 zwanaRadą Narodową Republiki Słowackiej) (1945 – 1992; na terenie Czechosłowacji)
| #  | Imię i Nazwisko    | Portret | Kadencja               | Kadencja               | Partia polityczna | Partia polityczna |
| #  | Imię i Nazwisko    | Portret | Od                     | Do                     | Partia polityczna | Partia polityczna |
| -- | ------------------ | ------- | ---------------------- | ---------------------- | ----------------- | ----------------- |
| 1  | Jozef Lettrich     |         | 11 kwietnia 1945       | 14 lipca 1950          |                   |                   |
| 2  | Karol Šmidke       |         | 14 września 1945       | 26 lutego 1948         |                   | KSČ               |
| 3  | František Kubač    |         | 14 lipca 1950          | 15 czerwca 1958        |                   | KSČ               |
| 4  | Ľudovít Benada     |         | 23 czerwca 1958        | 14 lipca 1960          |                   | KSČ               |
| 5  | Rudolf Strechaj    |         | 14 lipca 1960          | 28 lipca 1962          |                   | KSČ               |
| 6  | Jozef Lenárt       |         | 31 października 1962   | 20 marca/wrzesień 1963 |                   | KSČ               |
| 7  | Michal Chudík      |         | 23 marca/wrzesień 1963 | 29 grudnia 1968        |                   | KSČ               |
| 8  | Ondrej Klokoč      |         | 14 marca 1968          | 6 marca 1975           |                   | KSČ               |
| 9  | Viliam Šalgovič    |         | 26 marca 1975          | 30 listopada 1989      |                   | KSČ               |
| 10 | Rudolf Schuster    |         | 30 listopada 1989      | 26 czerwca 1990        |                   | KSČ               |
| 11 | František Mikloško |         | 26 czerwca 1990        | 23 czerwca 1992        |                   | KDH               |
| 12 | Ivan Gašparovič    |         | 23 czerwca 1992        | 31 grudnia 1992        |                   | HZDS              |

### Rada Narodowa Republiki Słowackiej(1993 – obecnie)
- tymczasowo

| #   | Imię i Nazwisko  | Portret | Kadencja             | Kadencja             | Partia polityczna | Partia polityczna |
| #   | Imię i Nazwisko  | Portret | Od                   | Do                   | Partia polityczna | Partia polityczna |
| --- | ---------------- | ------- | -------------------- | -------------------- | ----------------- | ----------------- |
| 1   | Ivan Gašparovič  |         | 1 stycznia 1993      | 29 października 1998 |                   | HZDS              |
| 2   | Jozef Migaš      |         | 29 października 1998 | 15 października 2002 |                   | SDĽ               |
| 3   | Pavol Hrušovský  |         | 15 października 2002 | 7 lutego 2006        |                   | KDH               |
| -   | Béla Bugár       |         | 7 lutego 2006        | 4 lipca 2006         |                   | SMK               |
| 4   | Pavol Paška      |         | 4 lipca 2006         | 8 lipca 2010         |                   | SMER              |
| 5   | Richard Sulík    |         | 8 lipca 2010         | 13 października 2011 |                   | SaS               |
| (3) | Pavol Hrušovský  |         | 13 października 2011 | 4 kwietnia 2012      |                   | KDH               |
| (4) | Pavol Paška      |         | 4 kwietnia 2012      | 24 listopada 2014    |                   | SMER              |
| -   | Jana Laššáková   |         | 24 listopad 2014     | 25 listopad 2014     |                   | SMER              |
| 6   | Peter Pellegrini |         | 25 listopada 2014    | 23 marca 2016        |                   | SMER              |
| 7   | Andrej Danko     |         | 23 marca 2016        | 20 marca 2020        |                   | SNS               |
| 8   | Boris Kollár     |         | 20 marca 2020        | 25 października 2023 |                   | Sme Rodina        |
| (6) | Peter Pellegrini |         | 25 października 2023 | 7 kwietnia 2024      |                   | HLAS-SD           |
| -   | Peter Žiga       |         | 7 kwietnia 2024      | 26 marca 2025        |                   | HLAS-SD           |
| 9   | Richard Raši     |         | 26 marca 2025        | obecnie              |                   | HLAS-SD           |